# SC Telstar VVNH in het seizoen 2015/16
Het seizoen 2015/2016 was het vijfde jaar in het bestaan van de Velsense vrouwenvoetbalclub SC Telstar VVNH. De club kwam uit in de Eredivisie en eindigde op de vijfde plaats. In het toernooi om de KNVB beker werd in de achtste finale verloren van RKHVV.

## Wedstrijdstatistieken

### Eredivisie
|       | ADO Den Haag | AFC Ajax | sc Heerenveen | PEC Zwolle | PSV   | FC Twente |
| ----- | ------------ | -------- | ------------- | ---------- | ----- | --------- |
| Thuis | 3 – 2        | 0 – 5    | 1 – 1         | 3 – 1      | 1 – 2 | 1 – 7     |
| Uit   | 4 – 3        | 4 – 1    | 2 – 3         | 1 – 2      | 9 – 2 | 6 – 0     |
|       |              |          |               |            |       |           |
|       | ADO Den Haag | AFC Ajax | sc Heerenveen | PEC Zwolle | PSV   | FC Twente |
| Thuis | 0 – 3        | 0 – 1    | 2 – 1         | 1 – 3      | 1 – 2 | 2 – 4     |
| Uit   | 1 – 2        | 5 – 0    | 2 – 1         | 2 – 2      | 3 – 1 | 8 – 1     |

### KNVB beker
| Achtste finale                   | RKHVV                                   | 4 – 2 (1 – 1) | SC Telstar VVNH            |  |
| Plaats: Huissen De Blauwenburcht | Suus Daniëls Kelly de Poel Anne Maguire |               | Lotte Hopman Katja Snoeijs |  |

## Statistieken SC Telstar VVNH 2015/2016

### Eindstand SC Telstar VVNH in de Eredivisie 2015 / 2016
| Stand | Gespeeld | Gewonnen | Gelijk | Verloren | Punten | Doelpunten voor | Doelpunten tegen | Gele kaarten | Rode kaarten |
| ----- | -------- | -------- | ------ | -------- | ------ | --------------- | ---------------- | ------------ | ------------ |
| 5e    | 24       | 6        | 2      | 16       | 20     | 33              | 79               | 21           | 0            |

### Topscorers
| #      | Naam                 | Goal |
| ------ | -------------------- | ---- |
| 1.     | Babiche Roof         | 8    |
| 2.     | Katja Snoeijs        | 7    |
| 3.     | Suzanne Admiraal     | 4    |
| 3.     | Linda Bakker         | 4    |
| 3.     | Chelly Drost         | 4    |
| 4.     | Sanne van der Velden | 2    |
| 4.     | Aaike Verschoor      | 2    |
| 5.     | Carli Luntz          | 1    |
| 5.     | Amy Visser           | 1    |
| Totaal | Totaal               | 33   |

| #      | Naam          | Goal |
| ------ | ------------- | ---- |
| 1.     | Lotte Hopman  | 1    |
| 1.     | Katja Snoeijs | 1    |
| Totaal | Totaal        | 2    |

### Kaarten
| #      | Naam              |    |
| ------ | ----------------- | -- |
| 1.     | Suzanne Admiraal  | 3  |
| 1.     | Chelly Drost      | 3  |
| 1.     | Babiche Roof      | 3  |
| 1.     | Aaike Verschoor   | 3  |
| 2.     | Nadine Fritschy   | 2  |
| 2.     | Barbara Lorsheijd | 2  |
| 3.     | Anne-Fleur Duppen | 1  |
| 3.     | Sharon Kok        | 1  |
| 3.     | Romy Scherpenzeel | 1  |
| 3.     | Myrusha Victoria  | 1  |
| 3.     | Amy Visser        | 1  |
| Totaal | Totaal            | 21 |

| #      | Naam        |   |
| ------ | ----------- | - |
| –      | Geen speler | 0 |
| Totaal | Totaal      | 0 |

| #      | Naam        |   |
| ------ | ----------- | - |
| –      | Geen speler | 0 |
| Totaal | Totaal      | 0 |